# Sierafima Birman
Sierafima Giermanowna Birman (ros. Серафима Германовна Бирман, ur. 26 września?/8 października 1890 w Kiszyniowie, zm. 11 maja 1976 w Moskwie) – rosyjska i radziecka aktorka teatralna, filmowa i głosowa, a także reżyserka, laureatka Nagrody Stalinowskiej, Ludowa Artystka RFSRR. Pochowana na Cmentarzu Nowodziewiczym w Moskwie.

## Wybrana filmografia

### Role filmowe
- 1925: Krojczy z Torżka jako sąsiadka wdowy
- 1926: Proces o trzy miliony
- 1927: Koniec Sankt Petersburga jako dama z wachlarzem
- 1927: Dzieweczka z pudełkiem jako pani Irène
- 1936: Przyjaciółki
- 1938: Człowiek z karabinem jako Warwara Iwanowna
- 1941: Szalony lotnik jako Amerykanka
- 1944: Iwan Groźny jako Eufrozyna Staricka, ciotka cara
- 1945: Iwan Groźny: Spisek bojarów jako Eufrozyna Staricka, ciotka cara
- 1957: Don Kichot[3]

### Role głosowe
- 1960: To ja narysowałem ludzika
- 1965: Rikki-Tikki-Tavi

## Nagrody i odznaczenia
- 1946: Nagroda Stalinowska
- 1946: Ludowy Artysta RFSRR
- 1948: Order Czerwonego Sztandaru Pracy